# HEAVEN (浜崎あゆみの曲)
「HEAVEN」（ヘヴン）は、日本の歌手・浜崎あゆみの37thシングル。2005年9月14日にavex traxより発売。

## 解説
前作「fairyland」より1か月半振りのリリース。「CDのみ」、「CD+DVD」の2形態で発売された。
初登場1位、累計売上32.7万枚。7作連続で30万枚突破となった。
「Will」は、ノルウェーの放送局NRKの2007年世界陸上大阪大会の番組テーマソングとして起用された。
「CAROLS」に引き続き、「HEAVEN」が自身2度目の着うたミリオンヒットを記録した。

## 収録曲
全曲作詞：ayumi hamasaki

### CD
1. HEAVEN "original mix" [4:17]
作曲：Kazuhito Kikuchi / 編曲：Yuta Nakano + KZB
松竹配給映画『SHINOBI-HEART UNDER BLADE-』主題歌
2. Will "original mix" [4:06]
作曲：CREA + D・A・I / 編曲：tasuku
Panasonic「LUMIX FX9」CMソング
3. alterna "Orchestra Version" [6:18]
編曲：Tatsuya Murayama
4. HEAVEN "Piano Version" [4:17]
編曲：Shingo Kobayashi
5. HEAVEN "original mix -Instrumental-" [4:16]
6. Will "original mix -Instrumental-" [4:07]

### DVD
1. HEAVEN (video clip)
2. HEAVEN (photo gallery)
3. HEAVEN (TV-CM)

## 収録アルバム
- HEAVEN
  - 『(miss)understood』
  - 『A BEST 2 -BLACK-』
  - 『A COMPLETE 〜ALL SINGLES〜』
  - 『A BALLADS 2』
- Will
  - 『(miss)understood』

## 収録ライブ映像
- HEAVEN
  - 『ayumi hamasaki COUNTDOWN LIVE 2005-2006 A』
    - 『A 50 SINGLES 〜LIVE SELECTION〜』

  - 『ayumi hamasaki ARENA TOUR 2006 A 〜 (miss) understood〜』
  - 『ayumi hamasaki COUNTDOWN LIVE 2010-2011 A 〜do it again〜』(メドレー)
  - 『ayumi hamasaki 15th Anniversary TOUR 〜A BEST LIVE〜』
    - 『ayumi hamasaki BEST LIVE BOX A』(A BEST 2 -BLACK- TRACK LIST LIVE)
    - 『A BALLADS 2』

  - 『ayumi hamasaki TA LIMITED LIVE TOUR at Zepp Tokyo』(M(A)DE IN JAPAN)
  - 『ayumi hamasaki 21st anniversary -POWER of A^3-』
- Will
  - 『ayumi hamasaki PREMIUM COUNTDOWN LIVE 2008-2009 A』